# Albert Bulka
Pour les articles homonymes, voir Bulka.
Albert Bulka (né le 28 juin 1939, à Ougrée, Province de Liège, en Belgique et mort le 16 avril 1944 à Auschwitz) est le plus jeune des 44 enfants d'Izieu arrêtés lors de la Rafle du 6 avril 1944. Il est alors âgé de 4 ans. 
Il est déporté par le convoi no 71, en date du 13 avril 1944, du camp de Drancy vers Auschwitz, où il est assassiné à son arrivée.

## Biographie
Albert Bulka est né le 28 juin 1939 à Ougrée (province de Liège en Belgique). Ses parents sont nés en Pologne : Son père, Moszeik-Chaïm, né le 4 juin 1901 à Bolesławiec et sa mère, Rozjel, née  à Moszkowicz  le 18 août 1903 à Warta.
Ils habitent au 24 rue des Champs à Liège,.
Albert a un frère aîné, Marcel Majer Bulka (ou Marcel Bulka), né le 29 septembre 1930, à Kalisz, Pologne.
Albert, Marcel, et leurs parents sont internés au camp de Rivesaltes. 
Rozjel Bulka est transférée de Rivesaltes à Drancy puis déportée par le convoi no 31, en date du 11 septembre 1942, vers Auschwitz.
Moszeik-Chaïm Bulka est transféré de Rivesaltes au camp de Gurs le 26 février 1943, puis au camp de Drancy, le 2 mars 1943. Il est déporté deux jours plus tard, le 4 mars 1943 par le convoi no 50 vers le camp de Majdanek et Sobibor. Sa dernière adresse est l'endroit où il est interné : le fort de Chapoly (Rhône).
Albert et Marcel quittent le camp de Rivesaltes pour le foyer pour enfants de Palavas-les-Flots dans l’Hérault, puis arrivent à la Maison d'Izieu le 18 mai 1943.
Albert, âgé de 4 ans, est le plus jeune des Enfants d'Izieu. Il est arrêté avec son frère Marcel, âgé de 13 ans, et les autres enfants d'Izieu, dans la Rafle du 6 avril 1944. Les deux frères sont déportés par le convoi no 71 le 13 avril 1944, du camp de Drancy vers Auschwitz, où ils sont assassinés,.